# Чишец
Чишец — река на полуострове Камчатка в России. Протекает по территории Мильковского района. Длина реки — около 37 км.
Начинается к востоку от горы Куча, относящейся к Валагинскому хребту. Течёт сначала по горам в общем северо-западном направлении, потом выходит на равнину, занятую берёзовым лесом. Низовья заболочены. Впадает в реку Китильгина справа на расстоянии 66 км от её устья на высоте 145,1 метра над уровнем моря.
По данным государственного водного реестра России относится к Анадыро-Колымскому бассейновому округу.
- Код водного объекта — 19070000112120000013895[2].